# SEDA
『SEDA』（セダ）は、日之出出版が発売していた女性向け月刊ファッション雑誌。毎月7日発売。

## 概要
1991年創刊。主なターゲットは20歳前後で、ストリートカジュアル系のファッションを多く掲載しており、一般に青文字系に分類される。
実売部数は123,435部（2006年1月 - 6月平均実売部数　ABC公査より）で、雑誌の販売部数が軒並み減少する中、伸び率126.71%（昨年対比）はABC公査加盟53社147誌の中で2位だった。
大塚愛が表紙を飾ることが割と多い。

## 歴史
- 1991年 - 創刊。
- 2006年 - 創刊15周年。SEDAコレクション開催。
- 2016年 - 6月7日発売の7月号をもって休刊[2]。

## 別冊MOOK
- 恋させるヘア&ビューティ（年3回刊）

## 日之出出版の他の雑誌
- Fine
- FINEBOYS
- Safari
- DVDvision